# Juan Luis Carrillo Soberanis
Juan Luis Carrillo Soberanis (Cancún, Quintana Roo; 5 de noviembre de 1983) es un político mexicano, miembro del Partido Verde Ecologista de México (PVEM), y anteriormente del Partido Revolucionario Institucional (PRI).Licenciado en Derecho por la Universidad Anáhuac Cancún. Fue presidente del Frente Juvenil Revolucionario (FJR, ala juvenil del PRI en el estado de Quintana Roo ), diputado local por el distrito 01 en la XIV Legislatura del Congreso del Estado de Quintana Roo, presidente de la Comisión de Puntos Legislativos y Técnica Parlamentaria. Presidente del Municipio de Isla Mujeres por dos periodos (2016 al 2021).

## Diputado local (2013-2016)

### Ley del Primer Empleo
Presentó ante la iniciativa de Ley de Fomento al Primer Empleo, que busca impulsar la inclusión de jóvenes al sector productivo y a su vez otorgar estímulos económicos a empresas que promuevan la contratación de este segmento.

#### Ley de Ordenamiento Social
El 24 de abril de 2014 el Congreso del Estado, aprobó la iniciativa de la polémica Ley de Ordenamiento Social, reforma fue propuesta por el diputado Juan Luis Carrillo Soberanis. Es una iniciativa que vela por los derechos humanos de quien participa en una manifestación, por su integridad física, por el orden y por el derecho de terceros que no participan en algún tipo de movimiento.

#### Ley de Prestación de Servicios Inmobiliarios
El 22 de mayo de 2014 el Pleno de la XIV Legislatura del Congreso del Estado recibió la iniciativa de Ley de Prestación de Servicios Inmobiliarios]del Estado de Quintana Roo, presentada por el diputado Juan Luis Carrillo Soberanis, presidente de la Comisión de Puntos Legislativos y Técnica Parlamentaria, y por la diputada Marcia Fernández Piña, presidenta de la Comisión de Turismo. El objetivo de esta iniciativa, es garantizar seguridad a los ciudadanos que realicen compra y venta de bienes inmuebles a través de corredores inmobiliarios acreditados en Quintana Roo.

## Presidente Municipal de Isla Mujeres (2016-2021)
Después de la diputación local, fungió un breve periodo como Secretario General del Ayuntamiento de Isla mujeres  durante la presidencia de Agapito Magaña Sánchez, al cual renuncia para contender a la presidencia municipal durante las Elecciones estatales de Quintana Roo de 2016 tras la cual ocupa el caro por 3 años y es reelecto en las Elecciones estatales de Quintana Roo de 2018

### Primer período (2016-2018)
Su gobierno se destacó por el programa "Cero alcohol" que fue la implementación del alcoholimetro durante los fines de semana en la paerte insular del municipio, con el fin de reducir los accidentes. Se impulsó la inversión en luminarias y obra pública en Rancho Viejo. La "Playa centro" obtuvo el certificado Blue Flag.

### Segundo período (2018-2021)
Durante este período la "Playa Norte" obtuvo la certificación Blue Flag. Continuo con su impulso a obra publica e infraestructura para Ranco Viejo. Así mismo tuvo un manejo de la pandemia correcto,Isla Mujeres fue reconocido estatalmente como uno de los municipios con menos casos activos de COVID19 gracias a las estrategias de logística aplicadas por alcalde. 

## Diputado Federal 2021-2024
Tomó protesta como Diputado Federal de la LXV Legislatura en la Cámara de Diputados del Congreso de la Unión el Domingo 29 de Agosto del año 2021 junto a otros 499 diputados

## Iniciativas (período 2021-2024)
| Iniciativa | Que reforma el Artículo Segundo Transitorio del Decreto por el cual se expide la Ley General de Cambio Climático, publicado en el DOF el 6 de junio de 2012. |
| Iniciativa | Que adiciona el artículo 46 de la Ley de Aeropuertos. |
| Iniciativa | Que reforma y adiciona diversas disposiciones de la Ley General de Educación.                                                                                |
| Iniciativa | Que reforma y adiciona el artículo 84 Bis de la Ley de Aguas Nacionales                                                                                      |
| Iniciativa | Que reforma y adiciona los artículos 109 y 218 del Código Nacional de Procedimientos Penales y 12 de la Ley General de Víctimas.                             |